# 크리스틴 사
크리스틴 사(Kristine Sa, 1982년 6월 6일 ~ )는 캐나다의 베트남계 가수이다. 베트남 호찌민 시 근교 출신이며 6세 시절에 가족들과 함께 캐나다 토론토로 이주했다. 요크 대학교를 졸업했다.

## 앨범
- I Never Knew (Nemesis, 2002)
- Rebirth (Nemesis, 2004)
- AnimeToonz3: Lemon Edition (Jellybean, 2005)
- AnimeToonz3: Lime Edition (Jellybean, 2005)
- Hopeless Romantic (Nemesis, 2007)
- Lonely Asylum : The Demo Collection (independent release, 2010)